# Cosimaplatz
Der Cosimaplatz ist ein gartenartiger Stadtplatz im Berliner Ortsteil Friedenau des Bezirks Tempelhof-Schöneberg.

## Lage
Der Platz liegt südlich der Ringbahn, nahe dem Bahnhof Bundesplatz, im Norden Friedenaus. Er bildet den stadtplanerischen Mittelpunkt des Wagnerviertels, einem Stadtquartier, dessen Straßennamen nach weiblichen Figuren aus den Opern von Richard Wagner benannt sind.

## Geschichte
Auf dem umliegenden Gelände des Wagnerviertels befand sich bis 1904 eine 500 Meter lange ovale Radrennbahn aus Zement, die im damaligen Sportpark Friedenau lag. Der Sportpark wurde abgerissen und das Gelände ab 1906 von Georg Haberland und seiner Berlinischen Boden-Gesellschaft mit viergeschossigen Mietshäusern für gehobenes Wohnen um den Wagnerplatz herum angelegt.
Im Jahr 1935 erhielt der Platz seinen heutigen Namen nach der 1930 verstorbenen Cosima Wagner, der zweiten Ehefrau Richard Wagners, die nach dem Tod ihres Mannes die Leitung des Bayreuther Festspiele übernommen hatte.